# جمهورية الدومينيكان الثالثة
تغطي الجمهورية الثالثة لجمهورية الدومينيكان فترة بدأت من 12 يوليو 1924 برحيل القوات الأمريكية بعد نهاية الاحتلال الأمريكي الأول، حتى 28 أبريل 1965 مع إنزال القوات الأمريكية إثر بداية حرب أبريل 1965 والاحتلال الأمريكي الثاني. تُعرف هذه الفترة أيضًا باسم عصر تروخيو، بسبب التأثير القوي الذي مارسه نظام تروخيو على مدار معظم هذه السنوات الـ41.